# Жезус, Игор (2001)
И́гор Жезу́с Масие́л да Крус (порт.-браз. Igor Jesus Maciel da Cruz); известен также как Игор Жезус (Igor Jesus; род. 25 февраля 2001, Куяба) — бразильский футболист, нападающий клуба «Ноттингем Форест» и сборной Бразилии.

## Биография
Воспитанник клуба «Коритиба». На взрослом уровне стал играть за «Коритибу» в 2019 году. Контракт с «Коритибой» действовал до конца 2022 года. Осенью 2020 года перешёл в «Шабаб Аль-Ахли» (Дубай), подписав контракт на 4 года. В первом сезоне (2020/21) за клуб забил 21 мяч в 40 матчах, выиграв с командой Кубок Президента, кубок лиги и Суперкубок ОАЭ. В 2023 году выиграл с командой чемпионат страны.